# فردریک جی
فردریک جی (انگلیسی: Frédéric Jay؛ زادهٔ ۲۰ سپتامبر ۱۹۷۶) بازیکن فوتبال اهل فرانسه است.
از باشگاه‌هایی که در آن بازی کرده‌است می‌توان به باشگاه فوتبال اوسر و باشگاه فوتبال رن اشاره کرد.